# Seventh Heaven (1937)
Seventh Heaven is een Amerikaanse dramafilm uit 1937 onder regie van Henry King. De film werd destijds in Nederland uitgebracht onder de titel Zevende hemel.

## Verhaal
Chico is een rioolwerker in Parijs, die droomt van een beter leven. Hij redt Diane uit de handen van de politie en gaat met haar samenwonen in een kleine flat. Vervolgens wordt hij opgeroepen voor zijn legerdienst.

## Rolverdeling
| Acteur             | Personage         |
| ------------------ | ----------------- |
| Simone Simon       | Diane             |
| James Stewart      | Chico             |
| Jean Hersholt      | Pastoor Chevillon |
| Gregory Ratoff     | Boul              |
| Gale Sondergaard   | Nana              |
| J. Edward Bromberg | Aristide          |
| John Qualen        | Rioolrat          |
| Victor Kilian      | Gobin             |
| Thomas Beck        | Brissac           |
| Sig Ruman          | Durand            |
| Mady Christians    | Arie              |
| Rollo Lloyd        | Matoot            |
| Rafaela Ottiano    | Mevrouw Frisson   |
| Georges Renavent   | Gendarme          |
| Edward Keane       | Gendarme          |